# Gianni Leoni
Gianni Leoni (Como, 1º marzo 1915 – Belfast, 15 agosto 1951) è stato un pilota motociclistico italiano.

## Carriera
Leoni iniziò a correre nel 1938 e, nell'anno seguente, conquistò una serie impressionante di vittorie, in sella alla Benelli 250 monoalbero, sui circuiti di Alessandria, Pesaro e Arona e sul prestigioso Circuito del Lario. Sempre nel 1939, si aggiudica la 3ª categoria nella Coppa Mussolini.
Dopo la lunga parentesi bellica, ha debuttato nel motomondiale 1949 vincendo già nella prima stagione il GP delle Nazioni nella Classe 125 alla guida di una Mondial e giungendo 5º nella classifica generale al termine della stagione. Peraltro, sempre in occasione della gara disputata a Monza, abbina alla vittoria nella cilindrata minore un secondo posto nella Classe 250 e un quarto nella Classe 500, in questo caso alla guida di Moto Guzzi.

Gianni Leoni in sella al "Gambalunghino"

Nel 1950 ripete la vittoria, sempre nello stesso gran premio, nella stessa classe e con la stessa moto; anche nella stagione successiva Leoni riesce a conquistare una vittoria in occasione del Gran Premio d'Olanda.
Nella successiva gara del Gran Premio motociclistico dell'Ulster Leoni trovò la morte, insieme al compagno di squadra Geminiani, in un incidente assurdo, occorso durante le prove sul circuito di Clady.
I tre piloti ufficiali della Moto Guzzi nella classe 250, Leoni, Geminiani e Lorenzetti, stavano provando sul circuito, quando gli ultimi due decisero di fermarsi ai box. Leoni, che li precedeva, non se ne accorse e qualche km dopo, non vedendo arrivare i compagni di squadra, rallentò l'andatura e poi, preoccupato di un possibile incidente, decise di invertire il senso di marcia per trovarli. Nel frattempo Geminiani, dopo una breve sosta, aveva ripreso la pista, forzando l'andatura per raggiungere il compagno. I due si scontrarono frontalmente nel percorrere la stessa curva cieca, rimanendo uccisi.
Nel suo palmarès va ricordato anche il titolo nazionale del 1950 nella quarto di litro.

## Risultati nel motomondiale

### Classe 125
| 1949 | Classe | Moto    |    |  |  |    |    |   |  |  | Punti | Pos. |
| ---- | ------ | ------- | -- |  |  | -- | -- | - |  |  | ----- | ---- |
| 1949 | 125    | Mondial | NE |  |  | NE | NE | 1 |  |  | 11    | 5º   |

| 1950 | Classe | Moto    |    |    |   |    |     |   |  |  | Punti | Pos. |
| ---- | ------ | ------- | -- | -- | - | -- | --- | - |  |  | ----- | ---- |
| 1950 | 125    | Mondial | NE | NE | 2 | NE | Rit | 1 |  |  | 14    | 2º   |

| 1951 | Classe | Moto    |  |    |   |    |   |    |  |  | Punti | Pos. |
| ---- | ------ | ------- |  | -- | - | -- | - | -- |  |  | ----- | ---- |
| 1951 | 125    | Mondial |  | NE | 3 | NE | 1 | NE |  |  | 12    | 2º   |

| Legenda | 1º posto        | 2º posto            | 3º posto            | A punti      | Senza punti        | Grassetto – Pole position Corsivo – Giro più veloce |
| Legenda | Gara non valida | Non qual./Non part. | Ritirato/Non class. | Squalificato | '-' Dato non disp. | Grassetto – Pole position Corsivo – Giro più veloce |

### Classe 250
| 1949 | Classe | Moto       |  |  |    |    |  |   |  |  | Punti | Pos. |
| ---- | ------ | ---------- |  |  | -- | -- |  | - |  |  | ----- | ---- |
| 1949 | 250    | Moto Guzzi |  |  | NE | NE |  | 2 |  |  | 8     | 8º   |

| 1951 | Classe | Moto       |    |   |  |    |    |   |  |  | Punti | Pos. |
| ---- | ------ | ---------- | -- | - |  | -- | -- | - |  |  | ----- | ---- |
| 1951 | 250    | Moto Guzzi | NE | 3 |  | NE | NE | 2 |  |  | 10    | 5º   |

| Legenda | 1º posto        | 2º posto            | 3º posto            | A punti      | Senza punti        | Grassetto – Pole position Corsivo – Giro più veloce |
| Legenda | Gara non valida | Non qual./Non part. | Ritirato/Non class. | Squalificato | '-' Dato non disp. | Grassetto – Pole position Corsivo – Giro più veloce |